# Habenaria macvaughiana
Habenaria macvaughiana är en orkidéart som beskrevs av Roberto González Tamayo. Habenaria macvaughiana ingår i släktet Habenaria och familjen orkidéer. Inga underarter finns listade i Catalogue of Life.